# Metodo Photolangage
Photolangage è un termine francese che significa “Foto-linguaggio”. Esso fa riferimento al metodo usato per fare interviste tramite l'uso di immagini e, allo stesso tempo, ai dossier di foto costruiti appositamente.

## Storia del Photolangage
Il Photolangage nasce in Francia, a Lione, nel 1968 grazie a Pierre Babin, formatore, Alain Baptiste, psicosociologo e Claire Belisle psicologa.
Essi decisero di utilizzare una serie di immagini durante una seduta con degli adolescenti per aiutarli ad esprimersi. Usare questo metodo li portava ad usare la foto come tramite per raccontare se stessi, parlavano di sé indirettamente e non dovevano concentrare lo sguardo persone presenti.
Visti i buoni risultati vennero ufficialmente pubblicati dei dossier di foto suddivise in tematiche e si decise di utilizzare questo metodo anche alla formazione degli adulti. In Francia una spinta importante venne data dalla legge del 1971 che estendeva l'educazione permanente (lifelong learning) a tutta la popolazione adulta attiva.

## Photolangage come dossier di immagini
I dossier ufficialmente pubblicati finora per il Photolangage sono nove in tavole elio (16×23,5 cm) del 1968 (edizioni Chalet) e uno di quarantotto foto di fotografi famosi (18 x 24 cm) del 1991 (Les Editions d'Organisation).
Le tematiche dei dossier disponibili oggi sono: Gruppi; Lavoro, economia, tempo libero, relazioni umane;Formazione e sviluppo personale; Donne in divenire; Corpo e comunicazione; Dalle scelte personali alle scelte professionali; Salute e prevenzione; Situazioni limite; Valori in discussione; Celebrare la vita; Adolescenza e sessualità, quest'ultimo a colori.
Attualmente questi cataloghi non sono distribuiti nelle librerie ma è necessario rivolgersi al sito ufficiale del metodo (www.photolangage.com) o agli animatori che ne sono già in possesso.

## Photolangage come metodologia di gruppo
Quando nel Photolangage si parla di metodologia di gruppo, significa prendere in considerazione un insieme ristretto di partecipanti, composto all'incirca da 10-15 persone, con lo scopo di approfondire determinate tematiche, rendendo partecipe ogni singolo membro, nel raccontarsi attraverso la scelta di una fotografia, sul tema sollevato nell'incontro. L'intero ciclo d'incontri viene guidato da un animatore e uno psicologo, due figure importanti per la riuscita del lavoro. L'animatore chiede ai partecipanti di utilizzare la fotografia scelta per interagire in modo soggettivo, raccontarsi con semplici parole e condividere insieme al resto del gruppo: sensazioni, paure, avventure, sentimenti, in relazione al tema trattato.
Ogni incontro, solitamente richiede un tempo di un paio d'ore. Si apre con la presentazione del tema, segue la disposizione delle foto sui tavoli, prosegue con la scelta dell'immagine da parte di ogni membro e la discussione, a tale proposito le domande poste ai partecipanti, non dovrebbero essere troppo dirette e nemmeno troppo lunghe.
Ad ogni incontro, la consegna varia ed è scelta dall'équipe sulla base delle dinamiche emerse dal colloquio precedente.
È importante ricordare che in questo metodo, il ruolo dell'animatore può essere considerato attivo poiché egli partecipa al gioco; è fondamentale questo aspetto in quanto è di aiuto nella dinamica di gruppo, sostiene i partecipanti nel tollerare l'ansia che inizialmente si potrebbe creare. Gli animatori si mettono in gioco per accelerare l'apertura nel dialogo dei partecipanti, per favorire il racconto delle loro esperienze e lasciar esprimere le emozioni che provano. Il primo contatto con persone sconosciute è normale che crei disagio e paura di essere giudicati, questa modalità offre quindi ai partecipanti di identificarsi con gli animatori ed essere stimolati nell'interazione con il gruppo.

### Svolgimento di una seduta di gruppo
Una seduta di gruppo necessita la disponibilità di due spazi con caratteristiche specifiche. Ogni ambiente prevede un momento particolare della seduta.
Prima di tutto l'animatore pone al gruppo la domanda, dopodiché chiede ad ogni partecipante di scegliere in silenzio una foto. Le foto sono disposte in ordine casuale sopra ad un tavolo che dev'essere accessibile da tutti i lati.
Il partecipante sceglie l'immagine in silenzio e solo con lo sguardo, lasciando agli altri la possibilità di vedere tutte le foto disponibili. La varietà delle foto predisposte dovrebbe permettere al soggetto di trovare quella che più corrisponde alle proprie emozioni e riflessioni in merito alla domanda.
Una volta trovata la foto il partecipante si siede nel cerchio di sedie ad aspettare che tutti abbiano scelto. Quando il cerchio è completo l'animatore invita a prendere in mano la foto scelta e sedersi nuovamente. Se una foto è stata scelta più volte la terrà in mano il primo a parlare e la passerà poi agli altri componenti del gruppo.
Qui inizia il secondo momento della seduta la condivisione della risposta al gruppo, tutti sono seduti in cerchio ognuno con un'immagine in mano.
L'animatore spiega che la presentazione sarà su base volontaria è che è possibile intervenire su quella altrui, sottolinea l'importanza dell'ascolto.
Il racconto scaturito dalla narrazione della foto è simile a quello poetico, e facilita la comunicazione. Attraverso questa narrazione emergono punti di vista diversi su una stessa immagine, arricchendo così ogni partecipante.
Il soggetto si riconosce nella foto scelta, ma può trovarsi o scontrarsi con l'interpretazione che gli altri ne danno. Egli però non sente un attacco alla propria persona ma solo all'idea collegata all'immagine.
Il fatto che seduto in cerchio vi sia anche l'animatore fa sì che il clima risulti più disteso perché i partecipanti non lo percepiscono come supervisore esterno e distaccato ma come proprio pari.

### Obiettivi specifici del metodo
Gli obiettivi specifici del Photolangage:
1. permettono la costituzione di un gruppo: facilita l'incontro, la comunicazione e permette da ogni membro la possibilità di esprimersi attraverso l'utilizzo di un'immagine auto-rappresentativa;
2. guidano il soggetto a prendere coscienza del proprio punto di vista: incoraggiamento a relativizzare la propria posizione davanti agli altri che, forse, non hanno la stessa opinione, ma che, nonostante questo, incontrano difficoltà più o meno simili alle proprie;
3. attraverso la scelta di un'immagine, ad ogni membro del gruppo, diventa più facile raccontarsi tramite l'utilizzo di una fotografia, piuttosto che parlare direttamente di se stessi agli altri;
4. oltre alla presentazione di sé emerge anche la rappresentazione che ognuno ha del soggetto/problema/tema proposto. Possono inoltre emergere degli stereotipi e una discussione su ciò che rappresentano per i partecipanti.

In sintesi l'obiettivo degli scambi comunicativi è permettere ad ognuno di esprimere, attraverso la scelta di una foto, il proprio punto di vista tentando di comunicarlo agli altri, senza sentirsi giudicato.
Questo metodo facilita enormemente la presa di parola di fronte al gruppo, aiuta il soggetto ad avvenire, sostiene il suo pensiero, la sua creatività. Sostiene inoltre le interazioni, in particolare le produzioni immaginarie nella loro dimensione individuale e gruppale, favorendo anche gli scambi identificatori.

### L'animatore-formatore
Il photolangage viene usato in vari ambiti nei quali è prevista la presenza di un animatore/ formatore addetto alle direttive del lavoro in modo che i partecipanti siano sereni e non si sentano in imbarazzo.
È fondamentale il suo ruolo poiché è lui stesso che gestisce e coordina la seduta, quindi deve sapersi mettere al pari dei protagonisti senza giudicarli. L'animatore deve essere in grado di creare la giusta armonia nel gruppo affinché tutti si sentano liberi di esprimere le loro idee, senza uscire dal tema, e che siano in grado di ascoltare le opinioni di tutti i componenti del gruppo; deve essere all'altezza di portare i dialoghi ad un livello profondo, senza lasciare che si rimanga in superficie.
Per ricoprire questo ruolo, chiunque deve fare una formazione specifica e avere basi di sociologia, psicologia e psicodinamica dei gruppi per riuscire a gestire le complesse dinamiche intrapsichiche e intersoggettive che possono scaturire da un metodo così specifico e che attiva delle emozioni anche impreviste.
Alcuni suggerimenti, che gli inventori del metodo danno, sono quelli di non esagerare troppo con immagini e video, di non dimenticare mai il codice deontologico e il rispetto verso la persona perché non bisogna cercare di manipolarla al fine di farsi dire le sue emozioni più profonde, bensì accompagnarla e seguirla lungo gli effetti che questo metodo può far nascere. Un ultimo suggerimento è quello di porre molta attenzione alla scelta accurata delle foto: è stato riscontrato che alcune persone si legano talmente tanto a un'immagine da portarsela a casa per continuare a lavorare dentro di loro o anche solo per ricordarsi l'esperienza vissuta.
I fautori del metodo inoltre sottolineano:; aggiungono ancora che è consigliabile per l'animatore non prendere appunti nel momento stesso dell'attività, ma alla fine della stessa, per non perdere l'attenzione.
Gli obiettivi dell'attività saranno raggiunti se i protagonisti crederanno in questa esperienza e se l'animatore sarà capace di condurre la seduta.
Volendo riassumere il lavoro dell'animatore, i suoi compiti fondamentali sono i seguenti:
scegliere foto, numero e tipo, a seconda del tema da sviluppare;
presentare progetto e obiettivi al gruppo specificando che non ci sono immagini o letture giuste o sbagliate e che egli non è un interprete delle scelte e delle parole dei partecipanti ma un facilitatore delle interazioni;
formulare e porre la domanda-stimolo definendo quante immagini possono essere scelte;
fare attenzione al tempo facendo sì che venga rispettato quello accordato ma che allo stesso tempo tutti abbiano lo spazio necessario alla riflessione, alla scelta e alla preparazione di ciò che vogliono raccontare
fare attenzione che le immagini non vengano conservate dai partecipanti;
regolare gli scambi tra i partecipanti aiutando ciascuno a farsi ascoltare e comprendere dagli altri evitando che si resti a un livello generalizzato;
controllare le reazioni, canalizzare le emozioni e dirigerle verso l'obiettivo perché non si esca troppo dal seminato;
intervenire personalmente nel lavoro, situandosi, compromettendosi e comunicando con il massimo dell'autenticità;
fare un'analisi del lavoro di gruppo chiedendo ai partecipanti come hanno vissuto l'esperienza e cosa hanno evocato le immagini.